# بیعرق
بیعرق یک روستا در ایران است که در دهستان انی واقع شده‌است. بیعرق ۴۴ نفر جمعیت دارد.

## جاذبه های دیدنی
- آبشار بزرگ جهنم

یک آبشار بلند و زیبا و در عین حال ترسناک که همیشه در پایین آن مارهای آبی فراوان و خرچنگ و قورباغه وجود دارد.
- آبشار گویین یولان

هر تابستان مردم این روستا قبل از چیدن پشم های گوسفندان ابتدا در پای این آبشار گوسفندان خود را میشورند و این آبشار را نماد پاکی می دانند.
- آبشار جنت

آبشاری بسیار زیبا با خزه های سبز و قرمز با منظره ای زیبا
- چشمه ی آب خنک

این چشمه در باغ شام قرار دارد و چشمه ی آب معندی و خنک است طعم خوب این آب و خاصیت درمانی آن باعث محبوبیت این چشمه شده است.
- صحرای داشتوچوخور

این صحرا پر از سنگ های بزرگ است و علت نام گذاری آن هم به همین دلیل است در این صحرا هم آغوشی صخره و رودخانه را میشود دید کوه های این صحرا محل امن و آشیانه ی عقاب و پرنده های محلی است این صحرا در هر چهار فصل زیبا و دیدنی می باشد .
- جنگل گوزای

بیشتر محبوبیت این روستا بخاطر این جنگل است در این جنگل درخت های مختلف میوه، درخت و گیاهان دارویی وجود دارد که گردشگرها را به سوی خود می کشد، در بین این جنگل یک سخره به نام پیشک اوچن وجود دارد که شیب بسیار تندی دارد، چشمه و گل رز وحشی از دیگر جاذبه های این جنگل میباشد.
- زیبا داشی

سنگ بزرگ افسانه ای که شبیه دختری است که با دستش به یک نقطه اشاره می کند، به گفته ی اهالی قدیمی این دختر به مکان گنج خاندانش اشاره دارد که در کوه روبه رویش مخفی است.
- صخره ی طولانی ایت آتیلان

این سخره که نقطه ی پایانی سازه های روستا است در قدیم سگ و حیوانات بیمار از روی این سخره به دره ی پایین آن پرت میکردند تا بیماری شیوع پیدا نکند، هم اکنون نیز این صخره لانه ی پرستو های مهاجر و خفاش سیاه محلی است.